# День фармацевтического работника Украины
«День фармацевтического работника» (укр. «День фармацевтичного працівника») — национальный профессиональный праздник, который отмечается на территории Украины ежегодно в третью субботу сентября.
«День фармацевтического работника» получил статус официального государственного профессионального праздника в 1999 году. 7 сентября 1999 года в Киеве второй президент Украины Леонид Данилович Кучма подписал Указ N 1128/99 «О дне фармацевтического работника Украины», который предписывал отмечать эту дату ежегодно в третью субботу сентября. В указе главы государства Леонида Кучмы в частности говорилось, что новый профессиональный праздник в стране «вводится в поддержку инициативы Министерства здравоохранения Украины и учитывая значительный вклад работников фармацевтической отрасли в охрану здоровья населения».
Традиционно, в «День фармацевтического работника Украины», руководство страны и вышестоящие должностные лица Украины поздравляют работников фармацевтической промышленности с этим профессиональным праздником, а наиболее отличившиеся фармацевты награждаются почётными званиями, премиями, памятными подарками, грамотами и благодарностями руководства.
На Украине работают около 9500 аптек, 5500 аптечных пунктов, 900 аптечных складов и почти 7000 лечебно-профилактических заведений, что составляет в общей сложности, более 5000 фармацевтических организаций, общее число работников которых составляет около трети миллиона человек.